# 湄公河巽他銀魚
湄公河巽他銀魚為輻鰭魚綱鲱形目鲱科的其中一種，分布於亞洲泰國及寮國湄公河流域，體長可達2.8公分，棲息在泥底質、水質混濁的溪流，生活習性不明。

## 擴展閱讀
維基物種上的相關：湄公河巽他銀魚